# Wera Lapko
Wera Lapko (belarussisch Вера Лапко; * 29. September 1998 in Minsk) ist eine belarussische Tennisspielerin.

## Karriere
Lapko begann mit fünf Jahren mit Tennisspielen, sie spielt am liebsten auf Sandplätzen. Sie gewann bislang sieben Einzel- und sieben Doppeltitel auf der ITF Women’s World Tennis Tour.
Im März 2014 bestritt sie in Antalya ihr erstes $10.000-Turnier, bei dem sie die Qualifikation überstand und dann ihre Erstrundenpartie gegen Lina Gjorcheska verlor. Drei Monate später stand sie bereits im Halbfinale des $10.000-Turniers ihrer Heimatstadt Minsk. Ende November 2014 erreichte sie bei einem $25.000-Turnier in Minsk das Viertelfinale. Im März 2015 gewann sie in Scharm asch-Schaich ihren ersten Einzeltitel. Im November zog sie bei einem weiteren $25.000-Turnier in Minsk ins Halbfinale ein, was ihr Ende Dezember Platz 534 der Weltrangliste einbrachte; im Juni 2017 verbesserte sie sich auf Position 238.
2015 wurde Lapko erstmals für die belarussische Fed-Cup-Mannschaft nominiert. Gegen Georgien, Bulgarien und Portugal wurde sie jeweils im Doppel eingesetzt und mit Aljaksandra Sasnowitsch konnte sie alle drei Partien für Belarus entscheiden.
2016 gewann Lapko den Juniorinnen-Wettbewerb der Australian Open.

## Turniersiege

### Einzel
| Nr. | Datum            | Turnier             | Kategorie    | Belag             | Finalgegnerin             | Ergebnis       |
| --- | ---------------- | ------------------- | ------------ | ----------------- | ------------------------- | -------------- |
| 1.  | 8. März 2015     | Scharm asch-Schaich | ITF $10.000  | Hartplatz         | Markéta Vondroušová       | 7:5, 6:3       |
| 2.  | 23. Juli 2016    | Astana              | ITF $10.000  | Hartplatz         | Walerija Sawinych         | 7:63, 3:6, 6:4 |
| 3.  | 13. August 2017  | Landisville         | ITF $25.000  | Hartplatz         | Anna Karolína Schmiedlová | 4:6, 6:4, 7:64 |
| 4.  | 1. Oktober 2017  | Clermont-Ferrand    | ITF $25.000  | Hartplatz (Halle) | Bibiane Schoofs           | 6:4, 6:4       |
| 5.  | 6. Mai 2018      | Khimki              | ITF $100.000 | Hartplatz (Halle) | Anastassija Potapowa      | 6:1, 6:3       |
| 6.  | 20. Mai 2019     | Saint-Gaudens       | ITF W60      | Sand              | Quirine Lemoine           | 6:2, 6:4       |
| 7.  | 30. Oktober 2022 | Trnava              | ITF W25      | Hartplatz (Halle) | Lucie Havlíčková          | 4:6, 7:61, 6:2 |

### Doppel
| Nr. | Datum              | Turnier             | Kategorie     | Belag             | Partnerin           | Finalgegnerinnen                     | Ergebnis  |
| --- | ------------------ | ------------------- | ------------- | ----------------- | ------------------- | ------------------------------------ | --------- |
| 1.  | 7. März 2015       | Scharm asch-Schaich | ITF $10.000   | Hartplatz         | Markéta Vondroušová | Anna Morgina Caroline Rohde-Moe      | 6:2, 6:4  |
| 2.  | 25. Februar 2017   | Moskau              | ITF $25.000   | Hartplatz (Halle) | Dajana Yastremska   | Bibiane Schoofs Jekaterina Jaschina  | 7:5, 6:3  |
| 3.  | 1. April 2017      | Croissy-Beaubourg   | ITF $60.000   | Hartplatz (Halle) | Polina Monowa       | Manon Arcangioli Magdalena Frech     | 6:3, 6:4  |
| 4.  | 25. Juni 2017      | Warschau            | ITF $25.000+H | Sand              | Priscilla Hon       | Katarzyna Kawa Katarzyna Piter       | 7:63, 6:4 |
| 5.  | Juli 2017          | Toruń               | ITF $25.000   | Sand              | Anna Morgina        | Miriam Kolodziejová Jesika Malečková | 6:2, 6:3  |
| 6.  | 5. August 2017     | Lexington           | ITF $60.000   | Hartplatz         | Priscilla Hon       | Hiroko Kuwata Walerija Sawinych      | 6:3, 6:4  |
| 7.  | 30. September 2017 | Clermont-Ferrand    | ITF $25.000   | Hartplatz (Halle) | Cornelia Lister     | Sarah Beth Grey Olivia Nicholls      | 6:4, 6:3  |